# 千代田カントリークラブ
千代田カントリークラブ（ちよだカントリークラブ）は、茨城県かすみがうら市上佐谷の林間に広がるゴルフ場である。

## 概要
1982年（昭和57年）5月9日、「STT開発グループ」によって開場され、その後、「PGMホールディングス株式会社グループ」によって運営されている、ゴルフコースの設計は杉本英世、コースの施工は間組が行った。コースは典型的な林間コースで、高低差が3mというフラットなコースで、15カ所の池と80カ所程のバンカーが戦略性を高めている。

## 所在地
〒315-0065 茨城県かすみがうら市上佐谷877-6

## コース情報
- 開場日 - 1982年5月9日
- 設計者 - 杉本 英世
- 面積 - 830,000m2（25.1万坪）
- コースタイプ - 林間コース
- コース - 9,807ヤード、27ホールズ、パー108[1]
- グリーン - 2グリーン、ベント（ペンクロス）
- プレースタイル - 乗用カート(5人乗り・2人乗り)自走式
- 休場日 - 毎週月曜日（祝日・振替休日は翌日）、12月31日、1月1日[2]

## クラブ情報
- ハウス面積 - 7,933m2（2,399.7坪）
- ハウス設計 - 株式会社 久米設計
- ハウス施工 - 株式会社 大林組

## ギャラリー
- コース - 「千代田カントリークラブ」、コースガイド、コースレイアウト、ギャラリー
- クラブハウス - 「千代田カントリークラブ」、レストラン、施設情報

## 交通アクセス
- 鉄道 - 常磐線（JR東日本） - 石岡駅西口よりクラブバス 約20分
- 道路 - 常磐自動車道 - 千代田石岡インターチェンジ（千代田・土浦方面出口）より約4km、約7分[3]

## 関連文献
- 『航空写真集茨城県』、「科学万博-つくば'85開催記念」、水戸 茨城新聞社、1983年8月、2020年6月23日閲覧
- 『ゴルフ場ガイド 東版』2006-2007、「千代田カントリークラブ（茨城県）」、ゴルフダイジェスト社、2006年5月、2020年6月20日閲覧
- 『経済界』、「一度は行きたい優良コース(Vol.1)千代田カントリークラブ 茨城県かすみがうら市」、経済界、2013年7月16日、P10-11、2020年6月23日閲覧
- 『ゴルフ場セミナー』、「Course Report(VOL.229)千代田カントリークラブ(茨城県) おもてなしのCSへ ES向上からの取組み」、ゴルフダイジェスト社、2017年12月、P64-67、2020年6月23日閲覧